# Neptunium(III)-iodid
Neptunium(III)-iodid ist eine chemische Verbindung aus den Elementen Neptunium und Iod. Es besitzt die Formel NpI3 und gehört zur Stoffklasse der Iodide.

## Darstellung
Neptunium(III)-iodid kann durch Reaktion von Neptunium(IV)-oxid (NpO2) mit Aluminiumiodid (AlI3) hergestellt werden.
{\displaystyle {\ce {6 NpO2 + 8 AlI3 -> 6 NpI3 + 4 Al2O3 + 3 I2}}}

## Eigenschaften
Neptunium(III)-iodid ist ein brauner feuchtigkeitsempfindlicher Feststoff, der bei 767 °C schmilzt. Es kristallisiert im orthorhombischen Kristallsystem (Plutonium(III)-bromid-Typ) in der Raumgruppe Ccmm (Nr. 63, Stellung 2) mit den Gitterparametern a = 430 pm, b = 1403 pm und c = 995 pm.

## Sicherheitshinweise
Einstufungen nach der CLP-Verordnung liegen nicht vor, weil diese nur die chemische Gefährlichkeit umfassen und eine völlig untergeordnete Rolle gegenüber den auf der Radioaktivität beruhenden Gefahren spielen. Auch Letzteres gilt nur, wenn es sich um eine dafür relevante Stoffmenge handelt.